# Thurrock
Thurrock est un territoire relevant d’une autorité locale unique du comté de l’Essex, en Angleterre de l'Est.

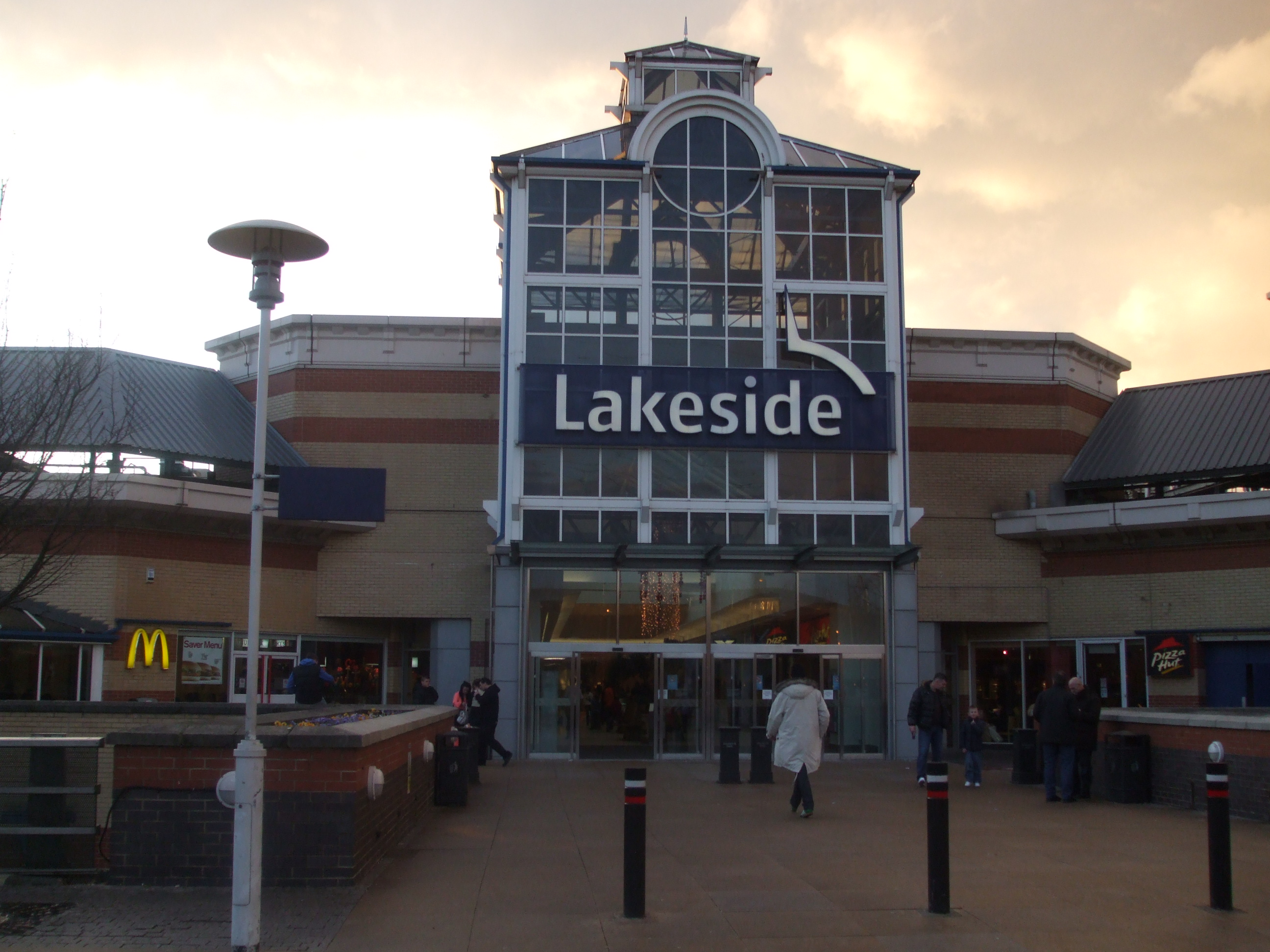
Centre commercial Lakeside

Sa population était d'environ 170 000 habitants en 2017.